# Coupe de France de biathlon 2023-2024
Navigation
Édition précédente Édition suivante
La Coupe de France de biathlon 2023-2024, actuellement nommée Samse National Tour du nom de son sponsor principal, est une compétition de biathlon, organisée par la Fédération française de ski (FFS), sous l'appellation Samse National Tour, du nom de son sponsor principal.

## Déroulement
Répartie du 16 septembre au 17 mars, la saison de coupe de France de biathlon débute par deux étapes de biathlon d'été en septembre-octobre (le Biathlon Summer Tour  ou BST) et se poursuit par la saison hivernale de biathlon avec sept étapes (le Biathlon National Tour ou BNT). Le classement général individuel est déterminé selon une méthode de calcul présentée plus loin.

## Programme
La Fédération française de ski dévoile au cours de la présaison le calendrier de la coupe de France de biathlon 2023-2024.
Fin décembre 2023, la fédération française de ski décide de déplacer le lieu de compétition de la troisième étape. Initialement prévue les 6 et 7 janvier sur le stade des Plans d’Hotonnes dans l'Ain, les premières courses de 2024 se disputent finalement à Bessans en Savoie en raison d'un manque de neige.
Initialement prévue le week-end du 24 et 25 février 2024, la sixième étape de Prémanon a été décalée aux 2 et 3 mars, à cause d'un manque de neige. La neige n'étant toujours pas au rendez-vous aux nouvelles dates, la FFS a pris la décision de maintenir les courses, mais de les organiser en format biathlon d'été (à ski à roulettes) sur le site d'Arçon dans le Doubs. De plus, les sprints ont été remplacés par des sprints courts, et les relais et mass-starts ont été remplacés par des poursuites.
À cause du manque de neige, la septième et dernière étape de la coupe de France qui devait se dérouler au Col de Porte en Isère a été délocalisée à La Féclaz en Savoie comme l'a annoncé la FFS.
| Étape | Lieu                   | Date                          | Épreuve                                             | Sélection                               |
| ----- | ---------------------- | ----------------------------- | --------------------------------------------------- | --------------------------------------- |
| BST 1 | La Féclaz              | 16 septembre 2023             | Sprint                                              |                                         |
| BST 1 | La Féclaz              | 17 septembre 2023             | Poursuite                                           |                                         |
| BST 2 | Arçon                  | 21 octobre 2023               | Sprint court                                        |                                         |
| BST 2 | Arçon                  | 22 octobre 2023               | Poursuite                                           |                                         |
| BNT 1 | Bessans                | 2 décembre 2023               | Sprint court                                        | Junior Cup JOJ                          |
| BNT 1 | Bessans                | 3 décembre 2023               | Sprint                                              | Junior Cup JOJ                          |
| BNT 2 | Les Saisies            | 16 décembre 2023              | Sprint                                              | JOJ                                     |
| BNT 2 | Les Saisies            | 17 décembre 2023              | Poursuite (U22-SEN) Sprint (U17-U19)                | JOJ                                     |
| BNT 3 | Haut Valromey Bessans  | 6 janvier 2024 8 janvier 2024 | Individuel court (U19 à SEN) Individuel (U17)       | Championnats du Monde Jeunes et Juniors |
| BNT 3 | Haut Valromey Bessans  | 7 janvier 2024 9 janvier 2024 | Mass-start Sprint (U17) Sprint court (U19 à SEN)    | Championnats du Monde Jeunes et Juniors |
| BNT 4 | Peisey-Nancroix        | 20 janvier 2024               | Individuel court (U19 à SEN) Individuel (U17)       | Championnats du Monde Jeunes et Juniors |
| BNT 4 | Peisey-Nancroix        | 21 janvier 2024               | Sprint                                              | Championnats du Monde Jeunes et Juniors |
| BNT 5 | La Féclaz              | 3 février 2024                | Sprint                                              | Championnats du Monde Jeunes et Juniors |
| BNT 5 | La Féclaz              | 4 février 2024                | Sprint                                              | Championnats du Monde Jeunes et Juniors |
| BNT 6 | Prémanon Arçon         | 24 février 2024 2 mars 2024   | Sprint Sprint court                                 |                                         |
| BNT 6 | Prémanon Arçon         | 25 février 2024 3 mars 2024   | Mass-start (U19 à SEN) Relais mixte (U17) Poursuite |                                         |
| BNT 7 | Col de Porte La Féclaz | 16 mars 2024                  | Sprint                                              |                                         |
| BNT 7 | Col de Porte La Féclaz | 17 mars 2024                  | Poursuite (U19 à SEN) Relais mixte (U17)            |                                         |

## Lieux de compétition
| Lieu            | Stade                          | Département | Région                  | Altitude |
| --------------- | ------------------------------ | ----------- | ----------------------- | -------- |
| Arçon           | Stade Florence Baverel         | Doubs       | Bourgogne-Franche-Comté | 800 m    |
| La Féclaz       | Stade Alexis Boeuf             | Savoie      | Auvergne-Rhône-Alpes    | 1340 m   |
| Bessans         | Stade international de Bessans | Savoie      | Auvergne-Rhône-Alpes    | 1740 m   |
| Les Saisies     | Stade olympique des Saisies    | Savoie      | Auvergne-Rhône-Alpes    | 1610 m   |
| Haut Valromey   | Stade des Plan d'Hotonnes      | Ain         | Auvergne-Rhône-Alpes    | 1060 m   |
| Peisey-Nancroix | Stade de Peisey-Nancroix       | Savoie      | Auvergne-Rhône-Alpes    | 1470 m   |
| Prémanon        | Stade nordique des Tuffes      | Jura        | Bourgogne-Franche-Comté | 1180 m   |
| Col de Porte    | Stade du Col de Porte          | Isère       | Auvergne-Rhône-Alpes    | 1280 m   |

## Comités participants
L'édition 2023-2024 de la Coupe de France de biathlon regroupe des biathlètes des comités suivants :
- Mont-Blanc
- Savoie
- Dauphiné
- Massif Jurassien
- Massif des Vosges
- Lyonnais et Pays de l’Ain
- Pyrénées - Occitanie
- Alpes Provence

| Comité                    | Encadrement                                                                               |
| ------------------------- | ----------------------------------------------------------------------------------------- |
| Mont-Blanc                | Samuel Chazelas, Thomas Briffaz, Martin Bouchet, Aymeric Deschamps et Tanguy Marin-Cudraz |
| Savoie                    | Franck Perrot, Antoine Echavidre, Guillaume Desmus et Bruce Gentil                        |
| Dauphiné                  | Bastien Moretti et Cyril Quartelli et Thierry Dusserre                                    |
| Massif Jurassien          | Frédéric Guyon, Gilles Marguet et Cyril Grandclement                                      |
| Massif des Vosges         | Chloé Remy, Thierry Habran, Annick Vaxelaire et Quentin Pfeiffer                          |
| Lyonnais et Pays de l'Ain | Bastien Cerdan                                                                            |
| Pyrénées - Occitanie      | Guillaume Abrant, Aristide Bègue et Vincent Losserand                                     |
| Alpes Provence            | Vania Picmard, Frédéric Jean et Yann Debayle                                              |

## Sélections

### Junior Cup
À la suite de la première étape de la Coupe de France disputée à Bessans, la FFS dévoile la liste des biathlètes sélectionnés pour la première étape de Junior Cup.
Les quatorze biathlètes retenus sont les suivants : Fany Bertrand, Lou-Anne Dupont Ballet-Baz, Voldiya Galmace-Paulin, Célia Henaff, Éva Laine, Louise Roguet, Lisa Siberchicot, Axel Garnier, Edgar Geny, Camille Grataloup-Manissolle, Lionel Jouannaud, Ian Martinet, Gaëtan Paturel et Lou Thiévent.

### Jeux olympiques d’hiver de la jeunesse (JOJ)
La FFS dévoile le 2 janvier 2024 la liste des biathlètes sélectionnés pour la quatrième édition des Jeux olympiques d’hiver de la jeunesse se déroulant du 19 janvier au 2 février 2024 en Corée du Sud.
Les deux premières étapes de la Coupe de France faisant offices de sélections, les huit biathlètes retenus étaient les suivants : Lola Bugeaud, Alice Dusserre, Léna Moretti, Louise Roguet, Camille Grataloup Manissolle, Antonin Guy, Flavio Guy et Clément Pirès, accompagnés de deux remplaçants : Emma Oustry et Jérémie Bouchex-Bellomie.

### Championnats du Monde Jeunes et Juniors
Début février 2024, la FFS dévoile la liste des biathlètes qui représenteront la France lors des Mondiaux Jeunes et Juniors à Otepää en Estonie. Chez les juniors (U22) sont sélectionnés : Fany Bertrand, Célia Henaff, Léonie Jeannier, Lisa Siberchicot, Axel Garnier, Théo Guiraud-Poillot, Jacques Jefferies et Valentin Lejeune. Du côté des jeunes (U19) la France sera représentée par : Lola Bugeaud, Lou Anne Dupont Ballet Baz, Alice Dusserre, Voldiya Galmace-Paulin, Jérémie Bouchex Bellomie, Léo Carlier, Antonin Guy et Flavio Guy.

## Règlement

### Attribution des points
Pour les classements individuels les points sont attribués en fonction des résultats sur chaque course. Le détail des points est le suivant :
| RANG     | 1  | 2  | 3  | 4  | 5  | 6  | 7  | 8  | 9  | 10 | 11 à 39                     | 40 et + |
| -------- | -- | -- | -- | -- | -- | -- | -- | -- | -- | -- | --------------------------- | ------- |
| Point(s) | 90 | 75 | 60 | 50 | 45 | 40 | 35 | 34 | 32 | 31 | Un point de moins par place | 1       |

Pour les classements comités les points sont attribués en fonction des résultats sur chaque course. Le détail des points est le suivant :
| RANG     | 1   | 2   | 3   | 4   | 5   | 6   | 7   | 8   | 9   | 10  | 11  | 12  | 13  | 14  | 15  | 16 et +                     |
| -------- | --- | --- | --- | --- | --- | --- | --- | --- | --- | --- | --- | --- | --- | --- | --- | --------------------------- |
| Point(s) | 160 | 154 | 148 | 143 | 140 | 138 | 136 | 134 | 132 | 131 | 130 | 129 | 128 | 127 | 126 | Un point de moins par place |

### Résultats retirés
Détail du nombre de plus mauvais résultats retirés par épreuves disputées :
| Catégorie | Nombre d'épreuves disputées | Nombre de plus mauvais scores déduits du total |
| --------- | --------------------------- | ---------------------------------------------- |
| U17       | 11                          | 5                                              |
| U17       | 9                           | 4                                              |
| U17       | 8                           | 4                                              |
| U17       | 7                           | 3                                              |
| U17       | 6                           | 3                                              |
| U17       | 5                           | 3                                              |
| U17       | ≤ 4                         | 1                                              |
| U19       | ≤ 12                        | 4                                              |
| U19       | ≤ 13                        | 5                                              |
| U19       | ≥ 14                        | 6                                              |

|         | BST                         | BST                         | BNT                         | BNT                         |
| ------- | --------------------------- | --------------------------- | --------------------------- | --------------------------- |
| U22-SEN | Nombre d'épreuves disputées | Nombre de résultats déduits | Nombre d'épreuves disputées | Nombre de résultats déduits |
| U22-SEN | 4                           | 2                           | ≤ 12                        | 3                           |
| U22-SEN |                             |                             | 13                          | 4                           |
| U22-SEN |                             |                             | ≥ 14                        | 5                           |

Pour la catégorie U22-SEN sont pris en compte les étapes BNT et BST, contrairement aux catégories U17 et U19 qui ne prennent en compte que les étapes BNT.

### Catégories d'âge
Pour la saison 2023-2024 de la coupe de France de biathlon, les catégories d'âge sont réparties comme suit :
- U17 (2007-2008)
- U19 (2005-2006)
- U22 (2002-2004)
- Sénior (2001 et avant)

## Classements

### U22/Sénior
| Rang | Nom               | Catégorie | Points | Victoire(s) | Nb courses |
| ---- | ----------------- | --------- | ------ | ----------- | ---------- |
| 1    | Ambroise Meunier  | SEN       | 658    | 3           | 16         |
| 2    | Jacques Jefferies | U22-3     | 536    | 2           | 16         |
| 2    | Ian Martinet      | U22-2     | 536    | 2           | 16         |
| 4    | Axel Garnier      | U22-2     | 526    | 1           | 14         |
| 5    | Martin Botet      | U22-1     | 496    |             | 18         |
| 6    | Paul Fontaine     | SEN       | 489    | 1           | 16         |
| 7    | Mathieu Garcia    | U22-3     | 479    |             | 16         |
| 8    | Edgar Geny        | U22-2     | 474    |             | 14         |
| 9    | Gaëtan Paturel    | U22-2     | 464    | 1           | 16         |
| 10   | Corentin Jacob    | U22-2     | 431    |             | 18         |

| Rang | Nom              | Catégorie | Points | Victoire(s) | Nb courses |
| ---- | ---------------- | --------- | ------ | ----------- | ---------- |
| 1    | Coralie Langel   | SEN       | 683    | 3           | 18         |
| 2    | Fany Bertrand    | U22-3     | 633    | 2           | 13         |
| 3    | Lisa Siberchicot | U22-3     | 581    | 2           | 14         |
| 4    | Amandine Mengin  | U22-1     | 510    |             | 18         |
| 5    | Camille Coupé    | SEN       | 476    |             | 16         |
| 6    | Célia Henaff     | U22-1     | 474    |             | 14         |
| 7    | Pauline Machut   | U22-2     | 409    |             | 16         |
| 7    | Ludmilla Roche   | U22-3     | 409    |             | 18         |
| 9    | Violette Bony    | U22-2     | 389    |             | 16         |
| 10   | Noémie Remonnay  | SEN       | 386    | 2           | 10         |

### U19
| Rang | Nom                          | Catégorie | Points | Victoire(s) | Nb courses |
| ---- | ---------------------------- | --------- | ------ | ----------- | ---------- |
| 1    | Antonin Guy                  | U19-1     | 606    | 5           | 10         |
| 2    | Antonin Delsol               | U19-2     | 541    | 3           | 13         |
| 3    | Flavio Guy                   | U19-1     | 510    | 3           | 10         |
| 4    | Guillaume Poirot             | U19-2     | 445    | 1           | 14         |
| 5    | Clément Pires                | U19-1     | 438    |             | 12         |
| 6    | Jérémie Bouchez-Bellomie     | U19-1     | 429    | 1           | 10         |
| 7    | Léo Carlier                  | U19-1     | 423    |             | 12         |
| 8    | Alexis Colomban              | U19-2     | 417    |             | 14         |
| 9    | Camille Grataloup-Manissolle | U19-1     | 414    | 1           | 10         |
| 10   | Cyprien Mermillod Blardet    | U19-1     | 411    |             | 14         |

| Rang | Nom                        | Catégorie | Points | Victoire(s) | Nb courses |
| ---- | -------------------------- | --------- | ------ | ----------- | ---------- |
| 1    | Voldiya Galmace-Paulin     | U19-2     | 720    | 9           | 10         |
| 2    | Lou-Anne Dupont Ballet-Baz | U19-2     | 515    | 1           | 12         |
| 3    | Maëla Correia              | U19-2     | 475    | 1           | 14         |
| 4    | Léna Moretti               | U19-1     | 469    |             | 12         |
| 5    | Lola Bugeaud               | U19-1     | 445    | 1           | 10         |
| 6    | Alice Dusserre             | U19-1     | 411    | 1           | 10         |
| 6    | Justine Foulon             | U19-2     | 411    | 1           | 14         |
| 8    | Themice Fontaine           | U19-2     | 376    |             | 12         |
| 9    | Chloé Missillier           | U19-1     | 359    |             | 13         |
| 10   | Louise Roguet              | U19-1     | 351    |             | 10         |

| Rang | Comité                    | Points |
| ---- | ------------------------- | ------ |
| 1    | Mont-Blanc                | 8307   |
| 2    | Dauphiné                  | 7880   |
| 3    | Savoie                    | 7618   |
| 4    | Massif Jurassien          | 7504   |
| 5    | Massif des Vosges         | 7107   |
| 6    | Lyonnais et Pays de l'Ain | 1423   |
| 7    | Alpes Provence            | 574    |

### U17
| Rang | Nom                      | Catégorie | Points | Victoire(s) | Nb courses |
| ---- | ------------------------ | --------- | ------ | ----------- | ---------- |
| 1    | Nans Madelenat           | U17-2     | 660    | 4           | 13         |
| 2    | Estéban Moreira          | U17-2     | 560    | 3           | 13         |
| 3    | Émile Perrillat Bottonet | U17-2     | 550    | 1           | 13         |
| 4    | Marius Thiriat           | U17-2     | 474    | 2           | 13         |
| 5    | Tom Bouillet             | U17-2     | 395    |             | 12         |
| 6    | Oriol Bosch Benet        | U17-2     | 381    |             | 13         |
| 7    | Niels Bibolet            | U17-1     | 331    | 1           | 13         |
| 8    | Peter Sanders            | U17-2     | 318    | 2           | 13         |
| 9    | Augustin Remonnay        | U17-1     | 313    |             | 13         |
| 10   | Emile Weiss              | U17-2     | 311    | 1           | 11         |

| Rang | Nom                   | Catégorie | Points | Victoire(s) | Nb courses |
| ---- | --------------------- | --------- | ------ | ----------- | ---------- |
| 1    | Juliette Oliva        | U17-2     | 580    | 4           | 11         |
| 2    | Rosalie Odile         | U17-2     | 576    | 3           | 13         |
| 3    | Matilda Dodos         | U17-2     | 500    | 1           | 13         |
| 4    | Maëlle Achoui         | U17-2     | 491    | 1           | 13         |
| 5    | Rose Marguet          | U17-1     | 384    | 1           | 13         |
| 6    | Coline Lanchais       | U17-2     | 363    |             | 13         |
| 7    | Fiona Laurent         | U17-2     | 351    |             | 12         |
| 8    | Romane Ouvrier-Buffet | U17-2     | 330    | 1           | 13         |
| 9    | Romane Auguet         | U17-2     | 320    |             | 13         |
| 9    | Léna Brun             | U17-2     | 320    |             | 13         |

| Rang | Comité                    | Points |
| ---- | ------------------------- | ------ |
| 1    | Mont-Blanc                | 8090   |
| 2    | Dauphiné                  | 7648   |
| 3    | Savoie                    | 7643   |
| 4    | Massif Jurassien          | 7479   |
| 5    | Pyrénées - Occitanie      | 6053   |
| 6    | Massif des Vosges         | 5552   |
| 7    | Lyonnais et Pays de l'Ain | 4728   |
| 8    | Alpes Provence            | 3488   |

## Vainqueurs et podiums
Les résultats et classements complets sont disponibles sur le site officiel de la fédération française de ski.

### U22-Sénior

#### Femmes
| Étape | Lieu            | Épreuve          | Date              | Vainqueur               | Deuxième                | Troisième               |
| ----- | --------------- | ---------------- | ----------------- | ----------------------- | ----------------------- | ----------------------- |
| BST 1 | La Féclaz       | Sprint           | 16 septembre 2023 | Lou Jeanmonnot          | Justine Braisaz-Bouchet | Gilonne Guigonnat       |
| BST 1 | La Féclaz       | Poursuite        | 17 septembre 2023 | Lou Jeanmonnot (2)      | Océane Michelon         | Gilonne Guigonnat       |
| BST 2 | Arçon           | Sprint court     | 21 octobre 2023   | Justine Braisaz-Bouchet | Sophie Chauveau         | Lou Jeanmonnot          |
| BST 2 | Arçon           | Poursuite        | 22 octobre 2023   | Julia Simon             | Lou Jeanmonnot          | Justine Braisaz-Bouchet |
| BNT 1 | Bessans         | Sprint court     | 2 décembre 2023   | Fany Bertrand           | Coralie Langel          | Lisa Siberchicot        |
| BNT 1 | Bessans         | Sprint           | 3 décembre 2023   | Fany Bertrand (2)       | Célia Henaff            | Coralie Langel          |
| BNT 2 | Les Saisies     | Sprint           | 16 décembre 2023  | Noémie Remonnay         | Coralie Langel          | Violette Bony           |
| BNT 2 | Les Saisies     | Poursuite        | 17 décembre 2023  | Noémie Remonnay (2)     | Camille Coupé           | Amandine Mengin         |
| BNT 3 | Bessans         | Individuel court | 8 janvier 2024    | Lisa Siberchicot        | Fany Bertrand           | Léonie Jeannier         |
| BNT 3 | Bessans         | Sprint court     | 9 janvier 2024    | Léonie Jeannier         | Célia Henaff            | Fany Bertrand           |
| BNT 4 | Peisey-Nancroix | Individuel court | 20 janvier 2024   | Lisa Siberchicot (2)    | Camille Coupé           | Léonie Jeannier         |
| BNT 4 | Peisey-Nancroix | Sprint           | 21 janvier 2024   | Léonie Jeannier (2)     | Violette Bony           | Lisa Siberchicot        |
| BNT 5 | La Féclaz       | Sprint           | 3 février 2024    | Lou Jeanmonnot (3)      | Jeanne Richard          | Justine Braisaz-Bouchet |
| BNT 5 | La Féclaz       | Sprint           | 4 février 2024    | Coralie Langel          | Fany Bertrand           | Lisa Siberchicot        |
| BNT 6 | Arçon           | Sprint court     | 2 mars 2024       | Coralie Langel (2)      | Amandine Mengin         | Pauline Machut          |
| BNT 6 | Arçon           | Poursuite        | 3 mars 2024       | Coralie Langel (3)      | Amandine Mengin         | Pauline Machut          |
| BNT 7 | La Féclaz       | Sprint           | 16 mars 2024      | Océane Michelon         | Anaëlle Bondoux         | Camille Bened           |
| BNT 7 | La Féclaz       | Poursuite        | 17 mars 2024      | Océane Michelon (2)     | Camille Bened           | Anaëlle Bondoux         |

Leader par course :

#### Hommes
| Étape | Lieu            | Épreuve          | Date              | Vainqueur              | Deuxième                    | Troisième              |
| ----- | --------------- | ---------------- | ----------------- | ---------------------- | --------------------------- | ---------------------- |
| BST 1 | La Féclaz       | Sprint           | 16 septembre 2023 | Émilien Claude         | Émilien Jacquelin           | Éric Perrot            |
| BST 1 | La Féclaz       | Poursuite        | 17 septembre 2023 | Quentin Fillon Maillet | Émilien Jacquelin           | Fabien Claude          |
| BST 2 | Arçon           | Sprint court     | 21 octobre 2023   | Émilien Jacquelin      | Quentin Fillon Maillet      | Éric Perrot            |
| BST 2 | Arçon           | Poursuite        | 22 octobre 2023   | Émilien Jacquelin (2)  | Émilien Claude              | Quentin Fillon Maillet |
| BNT 1 | Bessans         | Sprint court     | 2 décembre 2023   | Lionel Jouannaud       | Ambroise Meunier            | Axel Garnier           |
| BNT 1 | Bessans         | Sprint           | 3 décembre 2023   | Ian Martinet           | Edgar Geny                  | Axel Garnier           |
| BNT 2 | Les Saisies     | Sprint           | 16 décembre 2023  | Jacques Jefferies      | Corentin Jacob              | Martin Botet           |
| BNT 2 | Les Saisies     | Poursuite        | 17 décembre 2023  | Paul Fontaine          | Jacques Jefferies           | Nathanaël Peaquin      |
| BNT 3 | Bessans         | Individuel court | 8 janvier 2024    | Jacques Jefferies (2)  | Martin Bourgeois République | Gaëtan Paturel         |
| BNT 3 | Bessans         | Sprint court     | 9 janvier 2024    | Gaëtan Paturel         | Mathieu Garcia              | Ambroise Meunier       |
| BNT 4 | Peisey-Nancroix | Individuel court | 20 janvier 2024   | Sébastien Mahon        | Paul Fontaine               | Martin Botet           |
| BNT 4 | Peisey-Nancroix | Sprint           | 21 janvier 2024   | Ambroise Meunier       | Sébastien Mahon             | Axel Garnier           |
| BNT 5 | La Féclaz       | Sprint           | 3 février 2024    | Éric Perrot            | Émilien Jacquelin           | Ambroise Meunier       |
| BNT 5 | La Féclaz       | Sprint           | 4 février 2024    | Axel Garnier           | Mathieu Perrillat Bottonet  | Ian Martinet           |
| BNT 6 | Arçon           | Sprint court     | 2 mars 2024       | Nathanaël Peaquin      | Pau Fontaine                | Ian Martinet           |
| BNT 6 | Arçon           | Poursuite        | 3 mars 2024       | Ian Martinet (2)       | Martin Botet                | Mathieu Garcia         |
| BNT 7 | La Féclaz       | Sprint           | 16 mars 2024      | Ambroise Meunier (2)   | Axel Garnier                | Edgar Geny             |
| BNT 7 | La Féclaz       | Poursuite        | 17 mars 2024      | Ambroise Meunier (3)   | Edgar Geny                  | Martin Botet           |

Leader par course :

### U19

#### Femmes
| Étape | Lieu            | Épreuve          | Date              | Vainqueur                   | Deuxième                   | Troisième                  |
| ----- | --------------- | ---------------- | ----------------- | --------------------------- | -------------------------- | -------------------------- |
| BST 1 | La Féclaz       | Sprint           | 16 septembre 2023 | Voldiya Galmace-Paulin      | Lola Bugeaud               | Lou-Anne Dupont Ballet-Baz |
| BST 1 | La Féclaz       | Poursuite        | 17 septembre 2023 | Voldiya Galmace-Paulin (2)  | Emma Oustry                | Lola Bugeaud               |
| BST 2 | Arçon           | Sprint court     | 21 octobre 2023   | Voldiya Galmace-Paulin (3)  | Lou-Anne Dupont Ballet-Baz | Emma Oustry                |
| BST 2 | Arçon           | Poursuite        | 22 octobre 2023   | Voldiya Galmace-Paulin (4)  | Lou-Anne Dupont Ballet-Baz | Alice Dusserre             |
| BNT 1 | Bessans         | Sprint court     | 2 décembre 2023   | Voldiya Galmace-Paulin (5)  | Louie Roguet               | Léna Moretti               |
| BNT 1 | Bessans         | Sprint           | 3 décembre 2023   | Lou-Anne Dupont Ballet-Baz  | Voldiya Galmace-Paulin     | Louise Roguet              |
| BNT 2 | Les Saisies     | Sprint           | 16 décembre 2023  | Alice Dusserre              | Coralie Perrin             | Marion Gravier             |
| BNT 2 | Les Saisies     | Sprint           | 17 décembre 2023  | Lola Bugeaud                | Léna Moretti               | Maela Correia              |
| BNT 3 | Bessans         | Individuel court | 8 janvier 2024    | Voldiya Galmace-Paulin (6)  | Lola Bugeaud               | Namou Candau Armand        |
| BNT 3 | Bessans         | Sprint court     | 9 janvier 2024    | Voldiya Galmace-Paulin (7)  | Lola Bugeaud               | Léna Moretti               |
| BNT 4 | Peisey-Nancroix | Individuel court | 20 janvier 2024   | Voldiya Galmace-Paulin (8)  | Themice Fontaine           | Lou-Anne Dupont Ballet-Baz |
| BNT 4 | Peisey-Nancroix | Sprint           | 21 janvier 2024   | Voldiya Galmace-Paulin (9)  | Lou-Anne Dupont Ballet-Baz | Chloé Missillier           |
| BNT 5 | La Féclaz       | Sprint           | 3 février 2024    | Voldiya Galmace-Paulin (10) | Lou-Anne Dupont Ballet-Baz | Alice Dusserre             |
| BNT 5 | La Féclaz       | Sprint           | 4 février 2024    | Voldiya Galmace-Paulin (11) | Lou-Anne Dupont Ballet-Baz | Alice Dusserre             |
| BNT 6 | Arçon           | Sprint court     | 2 mars 2024       | Justine Foulon              | Maela Correia              | Zélie Roy                  |
| BNT 6 | Arçon           | Poursuite        | 3 mars 2024       | Maela Correia               | Chloé Missillier           | Justine Foulon             |
| BNT 7 | La Féclaz       | Sprint           | 16 mars 2024      | Voldiya Galmace-Paulin (12) | Léna Moretti               | Themice Fontaine           |
| BNT 7 | La Féclaz       | Poursuite        | 17 mars 2024      | Voldiya Galmace-Paulin (13) | Léna Moretti               | Maela Correia              |

Leader par course :

#### Hommes
| Étape | Lieu            | Épreuve          | Date              | Vainqueur                    | Deuxième                     | Troisième                   |
| ----- | --------------- | ---------------- | ----------------- | ---------------------------- | ---------------------------- | --------------------------- |
| BST 1 | La Féclaz       | Sprint           | 16 septembre 2023 | Guillaume Poirot             | Antonin Guy                  | Antonin Delsol              |
| BST 1 | La Féclaz       | Poursuite        | 17 septembre 2023 | Guillaume Poirot (2)         | Camille Grataloup Manissolle | Antonin Delsol              |
| BST 2 | Arçon           | Sprint court     | 21 octobre 2023   | Antonin Guy                  | Guillaume Poirot             | Clément Pires               |
| BST 2 | Arçon           | Poursuite        | 22 octobre 2023   | Noé Seigneur                 | Camille Grataloup Manissolle | Antonin Guy                 |
| BNT 1 | Bessans         | Sprint court     | 2 décembre 2023   | Camille Grataloup Manissolle | Clement Pires                | Jeremie Bouchex Bellomie    |
| BNT 1 | Bessans         | Sprint           | 3 décembre 2023   | Antonin Guy (2)              | Alexis Colomban              | Antonin Delsol              |
| BNT 2 | Les Saisies     | Sprint           | 16 décembre 2023  | Antonin Guy (3)              | Flavio Guy                   | Léo Carlier                 |
| BNT 2 | Les Saisies     | Sprint           | 17 décembre 2023  | Flavio Guy                   | Clément Pires                | Enzo Bouillet               |
| BNT 3 | Bessans         | Individuel court | 8 janvier 2024    | Antonin Guy (4)              | Cyprien Mermillod Blardet    | Guillaume Poirot            |
| BNT 3 | Bessans         | Sprint court     | 9 janvier 2024    | Flavio Guy (2)               | Antonin Delsol               | Lubin Amiotte               |
| BNT 4 | Peisey-Nancroix | Individuel court | 20 janvier 2024   | Guillaume Poirot (3)         | Alexis Colomban              | Léo Carlier                 |
| BNT 4 | Peisey-Nancroix | Sprint           | 21 janvier 2024   | Antonin Delsol               | Guillaume Poirot             | Alexis Colomban             |
| BNT 5 | La Féclaz       | Sprint           | 3 février 2024    | Jeremie Bouchex Bellomie     | Antonin Guy                  | Léo Carlier                 |
| BNT 5 | La Féclaz       | Sprint           | 4 février 2024    | Flavio Guy (3)               | Léo Carlier                  | Jeremie Bouchex Bellomie    |
| BNT 6 | Arçon           | Sprint court     | 2 mars 2024       | Antonin Delsol (2)           | Camille Grataloup Manissolle | Clément Pires               |
| BNT 6 | Arçon           | Poursuite        | 3 mars 2024       | Antonin Delsol (3)           | Camille Grataloup Manissolle | Judicaël Perrillat-Bottonet |
| BNT 7 | La Féclaz       | Sprint           | 16 mars 2024      | Antonin Guy (5)              | Cyprien Mermillod Blardet    | Clément Pires               |
| BNT 7 | La Féclaz       | Poursuite        | 17 mars 2024      | Antonin Guy (6)              | Judicaël Perrillat-Bottonet  | Clément Pires               |

Leader par course :

### U17

#### Femmes
| Étape | Lieu            | Épreuve      | Date              | Vainqueur             | Deuxième        | Troisième       |
| ----- | --------------- | ------------ | ----------------- | --------------------- | --------------- | --------------- |
| BST 1 | La Féclaz       | Sprint       | 16 septembre 2023 | Matilda Dodos         | Marie Hericher  | Emie Faivre     |
| BST 1 | La Féclaz       | Individuel   | 17 septembre 2023 | Fiona Laurent         | Emie Faivre     | Juliette Oliva  |
| BST 2 | Arçon           | Sprint court | 21 octobre 2023   | Rosalie Odile         | Fiona Laurent   | Juliette Oliva  |
| BST 2 | Arçon           | Poursuite    | 22 octobre 2023   | Juliette Oliva        | Fiona Laurent   | Rosalie Odile   |
| BNT 1 | Bessans         | Sprint court | 2 décembre 2023   | Rosalie Odile (2)     | Maëlle Achoui   | Juliette Oliva  |
| BNT 1 | Bessans         | Sprint       | 3 décembre 2023   | Rosalie Odile (3)     | Juliette Oliva  | Léna Brun       |
| BNT 2 | Les Saisies     | Sprint       | 16 décembre 2023  | Joanne Weiss          | Fiona Laurent   | Salome Lucas    |
| BNT 2 | Les Saisies     | Sprint       | 17 décembre 2023  | Juliette Oliva (2)    | Maëlle Achoui   | Rosalie Odile   |
| BNT 3 | Bessans         | Individuel   | 8 janvier 2024    | Juliette Oliva (3)    | Rose Marguet    | Coline Lanchais |
| BNT 3 | Bessans         | Sprint       | 9 janvier 2024    | Romane Ouvrier Buffet | Maëlle Achoui   | Matilda Dodos   |
| BNT 4 | Peisey-Nancroix | Individuel   | 20 janvier 2024   | Rose Marguet          | Matilda Dodos   | Rosalie Odile   |
| BNT 4 | Peisey-Nancroix | Sprint       | 21 janvier 2024   | Matilda Dodos (2)     | Bambou Pallud   | Léna Brun       |
| BNT 5 | La Féclaz       | Sprint       | 3 février 2024    | Maëlle Achoui         | Rosalie Odile   | Rose Marguet    |
| BNT 5 | La Féclaz       | Sprint       | 4 février 2024    | Emma Gachet           | Matilda Dodos   | Ninon Duvillard |
| BNT 6 | Arçon           | Sprint court | 2 mars 2024       | Juliette Oliva (4)    | Rosalie Odile   | Fiona Laurent   |
| BNT 6 | Arçon           | Poursuite    | 3 mars 2024       | Juliette Oliva (5)    | Fiona Laurent   | Matilda Dodos   |
| BNT 7 | La Féclaz       | Sprint       | 16 mars 2024      | Rosalie Odile (4)     | Ninon Duvillard | Maëlle Achoui   |

Leader par course :

#### Hommes
| Étape | Lieu            | Épreuve      | Date              | Vainqueur                      | Deuxième                 | Troisième                |
| ----- | --------------- | ------------ | ----------------- | ------------------------------ | ------------------------ | ------------------------ |
| BST 1 | La Féclaz       | Sprint       | 16 septembre 2023 | Nans Madelenat                 | Marius Thiriat           | Frantzky Perrier         |
| BST 1 | La Féclaz       | Individuel   | 17 septembre 2023 | Peter Sanders                  | Nans Madelenat           | Tom Bouillet             |
| BST 2 | Arçon           | Sprint court | 21 octobre 2023   | Nans Madelenat (2)             | Marius Thiriat           | Estéban Moreira          |
| BST 2 | Arçon           | Poursuite    | 22 octobre 2023   | Nans Madelenat (3)             | Marius Thiriat           | Estéban Moreira          |
| BNT 1 | Bessans         | Sprint court | 2 décembre 2023   | Marius Thiriat Estéban Moreira |                          | Nans Madelenat           |
| BNT 1 | Bessans         | Sprint       | 3 décembre 2023   | Nans Madelenat (4)             | Tom Bouillet             | Oriol Bosch Benet        |
| BNT 2 | Les Saisies     | Sprint       | 16 décembre 2023  | Marius Thiriat (2)             | Mathis Laine             | Emile Perrillat Bottonet |
| BNT 2 | Les Saisies     | Sprint       | 17 décembre 2023  | Nans Madelenat (5)             | Marius Thiriat           | Tom Bouillet             |
| BNT 3 | Bessans         | Individuel   | 8 janvier 2024    | Emile Perrillat Bottonet       | Marius Thiriat           | Estéban Moreira          |
| BNT 3 | Bessans         | Sprint       | 9 janvier 2024    | Estéban Moreira (2)            | Emile Perrillat Bottonet | Nans Madelenat           |
| BNT 4 | Peisey-Nancroix | Individuel   | 20 janvier 2024   | Niels Bibollet                 | Tom Bouillet             | Nans Madelenat           |
| BNT 4 | Peisey-Nancroix | Sprint       | 21 janvier 2024   | Nans Madelenat (6)             | Emile Perrillat Bottonet | Estéban Moreira          |
| BNT 5 | La Féclaz       | Sprint       | 3 février 2024    | Emile Weiss                    | Emile Perrillat Bottonet | Oriol Bosch Benet        |
| BNT 5 | La Féclaz       | Sprint       | 4 février 2024    | Lucas Bourcey                  | Augustin Remonnay        | Nans Madelenat           |
| BNT 6 | Arçon           | Sprint court | 2 mars 2024       | Nans Madelenat (7)             | Estéban Moreira          | Kelvin Lecomte           |
| BNT 6 | Arçon           | Poursuite    | 3 mars 2024       | Estéban Moreira (3)            | Nans Madelenat           | Oriol Bosch Benet        |
| BNT 7 | La Féclaz       | Sprint       | 16 mars 2024      | Peter Sanders (2)              | Nans Madelenat           | Niels Bibollet           |

Leader par course :